# 蓋駱
蓋駱（2001年2月25日—），華裔美國人，美國女子羽毛球運動員。擁有加州大學柏克萊分校營養科學學士學位。

## 簡歷
蓋駱來自中國移民家庭。
2017年7月，蓋駱代表美國在加拿大萬錦市舉行的泛美洲青年羽毛球錦標賽，除了協助美國隊贏得混合團體冠軍外，個人亦拿得女子單打比賽冠軍。同年9月，蓋駱出戰墨西哥羽毛球國際賽，贏得女子單打比賽冠軍。
2018年10月，蓋駱代表美國參加在阿根廷布宜諾斯艾利斯舉行的第三屆夏季青年奧林匹克運動會，出戰羽毛球比賽項目。她在女子單打比賽的小組賽階段取得3戰3勝，以第一名的成績晉級淘汰賽；但在八強便以0比2（16-21、18-21）不敵新加坡選手許妤欣出局，無緣獎牌。其後，她在混合團體比賽與另外7位來自不同國家的男女選手組成隊伍Alpha，最後隊伍打進決賽，並贏得金牌。
2024年，蓋駱與邱愷翔的混雙組合獲得巴黎奧運混合雙打項目參賽資格。

## 主要比賽成績
只列出曾進入準決賽的國際賽事成績：
| 年份   | 賽事                         | 公開賽級別 | 項目     | 拍檔        | 成績   |
| ------ | ---------------------------- | ---------- | -------- | ----------- | ------ |
| 2016年 | 泛美洲羽毛球團體錦標賽       | 其他       | 女子團體 | －          | 冠軍   |
| 2016年 | 泛美洲青年羽毛球錦標賽       | 其他       | 混合團體 | －          | 季軍   |
| 2016年 | 泛美洲青年羽毛球錦標賽       | 其他       | 女子單打 | －          | 亞軍   |
| 2017年 | 泛美洲羽毛球錦標賽           | 其他       | 混合團體 | －          | 季軍   |
| 2017年 | 泛美洲青年羽毛球錦標賽       | 其他       | 混合團體 | －          | 冠軍   |
| 2017年 | 泛美洲青年羽毛球錦標賽       | 其他       | 女子單打 | －          | 亞軍   |
| 2017年 | 墨西哥羽毛球國際賽           | 國際系列賽 | 女子單打 | －          | 冠軍   |
| 2017年 | 危地馬拉羽毛球國際系列賽     | 國際系列賽 | 女子單打 | －          | 準決賽 |
| 2017年 | 美國羽毛球國際挑戰賽         | 國際挑戰賽 | 女子雙打 | 布里安娜·池 | 準決賽 |
| 2018年 | 巴西羽毛球國際賽             | 國際挑戰賽 | 女子雙打 | 傑米·許     | 亞軍   |
| 2018年 | 泛美洲羽毛球錦標賽           | 其他       | 女子雙打 | 傑米·許     | 季軍   |
| 2018年 | 墨西哥羽毛球國際賽           | 國際系列賽 | 女子單打 | －          | 亞軍   |
| 2018年 | 青年奧林匹克運動會羽球比賽   | 其他       | 混合團體 | －          | 金牌   |
| 2019年 | 泛美洲羽毛球混合團體錦標賽   | 其他       | 混合團體 | －          | 亞軍   |
| 2019年 | 牙買加羽毛球國際賽           | 國際系列賽 | 女子單打 | －          | 準決賽 |
| 2019年 | 牙買加羽毛球國際賽           | 國際系列賽 | 女子雙打 | 布里安娜·池 | 冠軍   |
| 2019年 | 泛美洲羽毛球錦標賽           | 其他       | 女子單打 | －          | 季軍   |
| 2019年 | 矽谷羽毛球國際系列賽         | 國際系列賽 | 女子雙打 | 布里安娜·池 | 亞軍   |
| 2019年 | 墨西哥羽毛球國際賽           | 國際系列賽 | 女子雙打 | 布里安娜·池 | 冠軍   |
| 2021年 | 墨西哥羽毛球國際挑戰賽       | 國際挑戰賽 | 女子單打 | －          | 準決賽 |
| 2021年 | 墨西哥羽毛球國際挑戰賽       | 國際挑戰賽 | 混合雙打 | 邱愷翔      | 冠軍   |
| 2021年 | 危地馬拉羽毛球國際系列賽     | 國際系列賽 | 女子單打 | －          | 冠軍   |
| 2021年 | 墨西哥羽毛球國際賽           | 國際系列賽 | 女子單打 | －          | 亞軍   |
| 2021年 | 墨西哥羽毛球國際賽           | 國際系列賽 | 混合雙打 | 邱愷翔      | 冠軍   |
| 2022年 | 烏克蘭羽毛球公開賽           | 國際挑戰賽 | 混合雙打 | 邱愷翔      | 準決賽 |
| 2022年 | 泛美洲羽毛球男女子團體錦標賽 | 其他       | 女子團體 | －          | 冠軍   |
| 2022年 | 墨西哥羽毛球國際挑戰賽       | 國際挑戰賽 | 女子單打 | －          | 準決賽 |
| 2022年 | 墨西哥羽毛球國際挑戰賽       | 國際挑戰賽 | 混合雙打 | 邱愷翔      | 亞軍   |
| 2022年 | 秘魯羽毛球國際賽             | 國際挑戰賽 | 混合雙打 | 邱愷翔      | 冠軍   |
| 2022年 | 墨西哥羽毛球國際賽           | 國際系列賽 | 女子單打 | －          | 準決賽 |
| 2022年 | 墨西哥羽毛球國際賽           | 國際系列賽 | 混合雙打 | 邱愷翔      | 冠軍   |
| 2022年 | 加拿大羽毛球國際挑戰賽       | 國際挑戰賽 | 混合雙打 | 邱愷翔      | 準決賽 |
| 2023年 | 泛美洲羽毛球混合團體錦標賽   | 其他       | 混合團體 | －          | 亞軍   |
| 2023年 | 墨西哥羽毛球國際挑戰賽       | 國際挑戰賽 | 混合雙打 | 邱愷翔      | 冠軍   |
| 2023年 | 馬爾代夫羽毛球國際挑戰賽     | 國際挑戰賽 | 混合雙打 | 邱愷翔      | 亞軍   |
| 2023年 | 秘魯羽毛球國際挑戰賽         | 國際挑戰賽 | 混合雙打 | 邱愷翔      | 亞軍   |
| 2023年 | 泛美運動會羽毛球比賽         | 其他       | 女子單打 | －          | 銀牌   |
| 2023年 | 泛美運動會羽毛球比賽         | 其他       | 混合雙打 | －          | 銀牌   |
| 2023年 | 薩爾瓦多羽毛球國際賽         | 國際挑戰賽 | 混合雙打 | 邱愷翔      | 準決賽 |
| 2024年 | 烏干達羽毛球國際挑戰賽       | 國際挑戰賽 | 混合雙打 | 邱愷翔      | 準決賽 |
| 2024年 | 泛美洲羽毛球錦標賽           | 其他       | 混合雙打 | 邱愷翔      | 亞軍   |
| 2025年 | 泛美洲羽毛球混合團體錦標賽   | 其他       | 混合團體 | －          | 亞軍   |
| 2025年 | 泛美洲羽毛球錦標賽           | 其他       | 混合雙打 | 賈士賢      | 季軍   |
| 2025年 | 美國羽毛球公開賽             | 超級300賽  | 混合雙打 | 賈士賢      | 準決賽 |
| 2025年 | 加拿大羽毛球公開賽           | 超級300賽  | 混合雙打 | 賈士賢      | 亞軍   |

| 2007-2017年 | 首要超級賽 | 超級賽 | 黃金大獎賽 | 大獎賽 | 國際挑戰賽 | 國際系列賽 | 未來系列賽 | 其他 |

| 2018-2026年 | 總決賽 | 超級1000賽 | 超級750賽 | 超級500賽 | 超級300賽 | 超級100賽 | 國際挑戰賽 | 國際系列賽 | 未來系列賽 | 其他 |

### 奧運會和世錦賽參賽紀錄
|          | 搭檔   | 2022 | 2023 | 2024       |
| -------- | ------ | ---- | ---- | ---------- |
| 混合雙打 | 邱愷翔 | 64強 | 32強 | 小組第四名 |